# Хајленд парк (Флорида)
Хајленд парк (енгл. Hiland Park) је градска четврт Лин Хејвена и бивше пописом одређено насељено место је у америчкој савезној држави Флорида.

## Демографија
По попису из 2000. године број становника је 999.
| Група             | 2000.       | 2010.    |
| Белци             | 883 (88,4%) | 0 (0,0%) |
| Афроамериканци    | 75 (7,5%)   | 0 (0,0%) |
| Азијати           | 18 (1,8%)   | 0 (0,0%) |
| Хиспаноамериканци | 12 (1,2%)   | 0 (0,0%) |
| Укупно            | 999         | 0        |